# Маліняк (Острудський повіт)
Маліняк (пол. Maliniak) — село в Польщі, у гміні Моронґ Острудського повіту Вармінсько-Мазурського воєводства.
Населення — 300 осіб (2011).
У 1975-1998 роках село належало до Ольштинського воєводства.

## Демографія
Демографічна структура станом на 31 березня 2011 року:
|          | Загалом | Допрацездатний вік | Працездатний вік | Постпрацездатний вік |
| -------- | ------- | ------------------ | ---------------- | -------------------- |
| Чоловіки | 149     | 44                 | 97               | 8                    |
| Жінки    | 151     | 38                 | 90               | 23                   |
| Разом    | 300     | 82                 | 187              | 31                   |